# Vitamina C
La vitamina C, enantiómero S del ácido ascórbico o antiescorbútica es un nutriente esencial para los primates —incluido el ser humano—, las cobayas y algunos murciélagos, quienes carecen del mecanismo para su síntesis. El resto de los mamíferos lo sintetizan de forma natural en el hígado. Las plantas también producen vitamina C, la cual desempeña un rol importante en su crecimiento y desarrollo. De esta forma, las plantas representan una fuente importante de esta vitamina en la dieta.
La vitamina C es un potente antioxidante soluble en agua que se asocia con varios efectos beneficiosos en el sistema inmune, minimiza y retrasa el proceso de envejecimiento, también beneficia en la integridad endotelial y en el metabolismo de las lipoproteínas.  Su deficiencia produce la enfermedad denominada escorbuto.
La presencia de esta vitamina es requerida para un alto número de procesos metabólicos en todos los animales y plantas. En los animales, es requerida para el proceso de síntesis de carnitina y colágeno, componentes relevantes de la piel, los tendones, ligamentos, vasos sanguíneos y las cicatrices, por lo que su carencia altera el proceso de reparación y mantenimiento de estas estructuras, así como la curación de las heridas. Así mismo, el ácido ascórbico tiene muchas funciones en las plantas: sirve como tampón de las reacciones de óxido reducción, es cofactor de numerosas enzimas, es el principal antioxidante, regula la división y el crecimiento celular, y está involucrado en la transducción de señales.
La cantidad de vitamina C necesaria para prevenir el escorbuto es de alrededor de 10 mg al día. Sin embargo, con el fin de mantener un sujeto saludable y prevenir afecciones crónicas de salud, las concentraciones disponibles en la dieta deben ser entre 100 y 200 mg al día. La Academia Nacional de Ciencias de Estados Unidos recomienda un consumo mínimo de 90 mg para los hombres y de 75 mg para las mujeres. Debido a la capacidad reducida de almacenamiento de la vitamina C es necesario una permanente y adecuada ingesta para prevenir su hipovitaminosis.

## Historia
En 1749, James Lind demostró que el consumo de frutas cítricas prevenía o sanaba las afecciones relacionadas con el escorbuto. Debido a esto, al elemento responsable se le denominó «factor antiescorbútico». En 1928, el Dr. Albert Szent-Györgyi aisló el ácido ascórbico, pero no lo identificó como este factor hasta el año 1932. En 1933, identificó su estructura.
En 1937, el Premio Nobel de Química fue concedido a Walter Norman Haworth por su trabajo en la determinación de la estructura del ácido ascórbico, compartido con Paul Karrer, por su trabajo sobre las vitaminas y el premio Nobel de medicina se otorgó a Szent-Györgyi por sus estudios acerca de las funciones biológicas del ácido ascórbico.

## Descripción
La vitamina C es una lactona de seis carbonos y es sintetizada a partir de la glucosa almacenada como glucógeno en el hígado de muchas especies de mamíferos. Los seres humanos carecen de la enzima gulonolactona oxidasa necesaria para este proceso.
En animales, el glucógeno hepático se transforma en glucosa-1-fosfato por la acción de la glucógeno fosforilasa; posteriormente, la glucosa-1-fosfato se transforma en UDP-glucosa por acción de la UDP-glucosa pirofosforilasa; luego la UDP-glucosa se transforma en UDP-ácido glucorónico y posteriormente a gulonolactona. La gulonolactona es transformada en ácido ascórbico por acción de la gulonolactona oxidasa.
En plantas, el mecanismo de producción de ácido ascórbico es diferente. A partir de la manosa-1-fosfato se genera galactosa, la cual se transforma en l-Galactono-1,4-lactona por acción de la S-galactonolactona deshidrogenasa. La l-Galactono-1,4-lactona es el precursor inmediato del S-ácido ascórbico, por medio de la oxidación catalizada por la l-galactono-1,4-lactona deshidrogenasa. Otra vía de síntesis de la vitamina C en plantas, a partir de ácido galacturónico proveniente de la pectina en frutas maduras, consiste en la reducción del ácido galacturónico por acción de la enzima dependiente de NADPH, ácido galacturónico reductasa (GalUR), dando lugar al l-ácido galactónico el cual se convierte espontáneamente a l-galactono-1,4 lactona.
La glucosa necesaria para producir ascorbato en el hígado (en mamíferos) es extraída del glucógeno, por esto la síntesis de ascorbato es un proceso glicólisis-dependiente. En reptiles y pájaros la biosíntesis es llevada a cabo en los riñones.
Los humanos no poseen la capacidad enzimática de producir vitamina C. La causa de este fenómeno es que la enzima del proceso de síntesis, la S-gulonolactona oxidasa está ausente debido a que el gen para esta enzima (pseudogén ΨGULO) es defectuoso. La mutación no es letal para el organismo, debido a que la vitamina C es abundante en las fuentes alimentarias. Se ha detectado que las especies con esta mutación (incluyendo humanos) han adaptado un mecanismo de reciclaje para compensarla.
La vitamina C puede absorberse como ácido ascórbico y como ácido dehidroascórbico a nivel de mucosa bucal, estómago y yeyuno (intestino delgado), luego es transportada vía vena porta hacia el hígado para luego ser conducida a los tejidos que la requieran. Se excreta por vía renal (en la orina), bajo la forma de ácido oxálico principalmente, por heces se elimina solamente la vitamina no absorbida.
Se ha observado que la pérdida de la habilidad para sintetizar ascorbato es sorprendentemente paralela a la pérdida evolutiva de la habilidad para reducir ácido úrico. Ácido úrico y ascorbato son fuertes agentes reductores. Esto ha conducido a la sugerencia que en primates superiores, el ácido úrico haya asumido algunas funciones del ascorbato. El ácido ascórbico puede ser oxidado en el cuerpo humano por la enzima acidoascórbico-oxidasa.

## Significado biológico
La vitamina C es el S-enantiómero del ascorbato, opuesto al R-enantiómero el cual no tiene utilidad biológica. Cuando el S-ascorbato aplica su potente función reductora es convertido a su forma oxidada, S-dehidroascorbato, que puede ser reducido de nuevo a su forma activa S-ascorbato por acción enzimática del glutatión.
El S-ascorbato es un azúcar ácido débil, estructuralmente relacionado con la glucosa, lo cual ocurre naturalmente, ya que cada uno está unido al ion hidrógeno, formando el ácido ascórbico o un ion metálico del mineral ascorbato.
En humanos, la vitamina C es un potente antioxidante; actuando para disminuir el estrés oxidativo, un substrato para la ascorbato-peroxidasa, así como un cofactor enzimático para la biosíntesis de importantes bioquímicos. Esta vitamina actúa como agente donador de electrones para 8 diferentes enzimas:
- Tres enzimas participan en la hidroxilación del colágeno. Estas reacciones adicionan grupos hidroxilos a los aminoácidos prolina o lisina en la molécula de colágeno (vía prolina-hidroxilasa y lisina-hidroxilasa), con ello permiten que la molécula de colágeno asuma su estructura de triple hélice. De esta manera la vitamina C se convierte en un nutriente esencial para el desarrollo y mantenimiento de tejido de cicatrización, vasos sanguíneos, y cartílago.
- Dos enzimas son necesarias para la síntesis de carnitina. Esta es necesaria para el transporte de ácidos grasos hacia la mitocondria para la generación de ATP.
- Las tres enzimas remanentes tienen funciones en:
  - Participación en la biosíntesis de norepinefrina a partir de dopamina, a través de la enzima dopamina-beta-hidroxilasa.
  - Otra enzima adiciona grupos amida a hormonas peptídicas, incrementando enormemente su estabilidad.
  - Otra modula el metabolismo de la tirosina.

Los tejidos biológicos que acumulan más de 100 veces el nivel sanguíneo de vitamina C, son las glándulas adrenales, hipófisis (pituitaria), timo, cuerpo lúteo, y la retina. Aquellas con 10 a 50 veces la concentración presente en el plasma incluyen el cerebro, bazo, pulmón, testículos, nódulos linfáticos, mucosa del intestino delgado, leucocitos, páncreas, riñón y glándulas salivares. Los glóbulos blancos contienen de 20 a 80 veces más vitamina C que el plasma sanguíneo, y fortalece la capacidad citotóxica de los neutrófilos (glóbulos blancos).

## Beneficios de la vitaminaC
- Evitar el envejecimiento prematuro (proteger el tejido conectivo, la "piel" de los vasos sanguíneos).
- Facilitar la absorción de otras vitaminas y minerales.
- Como antioxidante.
- Evitar las enfermedades degenerativas tales como arteriosclerosis, cáncer, demencia, entre otros.
- Evitar las enfermedades cardíacas (tema tratado más adelante).
- Desde los descubrimientos de Linus Pauling se aseveraba que la vitamina C reforzaba el sistema inmune y prevenía la gripe,[16] pero investigaciones realizadas en los 1990 parecen refutar esta teoría y, en todo caso, han demostrado que el consumo en exceso (a diferencia de lo preconizado por Pauling y sus seguidores) de suplementos de vitamina C son poco recomendables, porque, entre otras cosas, un consumo excesivo puede provocar alteraciones gastrointestinales. No obstante, a diferencia de la vitamina A no tiene efectos tóxicos, ya que al ser hidrosoluble el organismo excreta el exceso de la misma por las vías naturales.
- Tiene un papel fundamental en la formación de colágeno.
- Prevenir escorbuto, polio y hepatitis.
- Disminuir la incidencia de coágulos en las venas.
- Ayudar en los movimientos articulares.
- Acelerar el proceso de curación de heridas, lesiones y quemaduras.
- Se utiliza de forma tópica para eliminar manchas en la piel ya que es un ingrediente activo inhibidor de la tirosinasa, por su propiedad antioxidante y su efecto tensor relacionado con la síntesis de colágeno.

Proceso Reichstein.

## Obtención de vitaminaC
La vitamina C se puede obtener de forma natural y sintética.
Las fuentes naturales son el propio ácido ascórbico levógiro (isómero S-) y ascorbato de sodio levógiro, presentes en los distintos alimentos.
De forma sintética puede obtenerse por medio del proceso Reichstein, modificado posteriormente por Kurt Heyns. Sin embargo, la mayor parte de la producción industrial mundial se obtiene por medio de otra modificación más moderna del proceso, desarrollada en China. Ambos procesos utilizan la fermentación con microorganismos, por lo que se obtiene sin problemas el isómero S-.

## Uso clínico
La vitamina C es esencial para el desarrollo y mantenimiento del organismo, por lo que su consumo es obligatorio para mantener una buena salud.
La vitamina C ayuda al desarrollo de  la absorción del hierro, al crecimiento y reparación del tejido conectivo normal (piel más suave, por la unión de las células que necesitan esta vitamina para unirse), a la producción de colágeno (actuando como cofactor en la hidroxilación de los aminoácidos lisina y prolina), metabolización de grasas y la cicatrización de heridas. También se considera un factor potenciador para el sistema inmune, aunque algunos estudios ponen en duda esta última actividad de la vitamina C.
Para personas con cálculos renales no se recomienda el consumo de suplementos o altas dosis, ya que pueden agravarse los síntomas de la dolencia; esto sucede porque la vitamina C se transforma en oxalato en el cuerpo humano, fomentando en esas personas propensas la litiasis renal por cálculos de oxalato.

## Indicaciones
El uso de vitamina C en animales ha demostrado su utilidad en la prevención, acortamiento y alivio de diversas infecciones. Un efecto similar se ha visto en seres humanos, especialmente en el acortamiento y alivio del resfriado común en personas que realizan actividad física regular.  También se ha comprobado su efecto beneficioso en la evolución de la neumonía. Sin embargo, no se han establecido la dosis ni la posología necesarias para lograr estos efectos.
Quienes defienden el suministro de altas dosis de vitamina C sostienen que la causa primaria de las enfermedades vasculares es la deficiencia de esta vitamina, lo que debilita la pared arterial de colágeno. Secundariamente en las fisuras resultantes de ese debilitamiento se forma la placa arterial de lipoproteína(a) como mecanismo de reparación. El engrosamiento de las placas causa a largo plazo un estrechamiento arterial y trombosis.
Esta teoría basa su credibilidad en el hecho de que los animales que sintetizan vitamina C no presentan lipoproteína(a) en sangre ni tampoco sufren la enfermedad coronaria. Únicamente las pocas especies que no producen vitamina C, entre ellas algunos primates y el hombre, presentan estos trastornos.
Este importante hecho no es tenido en cuenta por los detractores de suministrar altas dosis de vitamina C para prevenir las enfermedades cardiovasculares.[cita requerida]
En modelos animales intoxicados con plomo, la vitamina C ha demostrado “efectos protectores” sobre las anormalidades musculares y nerviosas inducidas por la intoxicación con plomo. En fumadores, los niveles sanguíneos de plomo disminuyen un 81 % en promedio, cuando son suplementados con 1000 mg de vitamina C, mientras que 200 mg son inefectivos, sugiriendo que la vitamina C en suplementos puede ser una económica y conveniente ventaja para reducir niveles de plomo en sangre. La revista de la Asociación Americana Médica publicó un estudio en el que concluyó, basado en el análisis de los niveles de plomo sanguíneo en sujetos del estudio NHANES III (Third National Health Examination Survey), que la relación independiente e inversa entre los niveles de plomo y vitamina C en plasma, de ser causal, podría tener implicaciones públicas en salud para el control de la intoxicación por plomo.
La vitamina C ha limitado su popularidad como tratamiento para los síntomas generados por el autismo. Un estudio en 1993, de 18 niños con autismo encontró la disminución de algunos síntomas posteriormente al tratamiento con vitamina C.
Ensayos clínicos pequeños han encontrado que la vitamina C podría mejorar la cuenta, motilidad y morfología del esperma en hombres infértiles. Así como mejorar las funciones inmunes relacionadas con la prevención y tratamiento de enfermedades asociadas a la edad.
Un estudio preliminar publicado en los Anuales de Cirugía de los EE. UU. encontró que la administración y suplementación con antioxidante usando α-tocoferol y ácido ascórbico reduce la incidencia de falla orgánica y acorta la estadía en UCI en este cohorte de pacientes quirúrgicos críticamente enfermos.
Según un estudio de la Universidad de Soochow (China), podría existir una asociación menor, pero aun así algo significativa, entre vitamina C y un menor riesgo de embolia. Además, el ácido dehidroascórbico, la principal forma de la vitamina C oxidada en el cuerpo, ha demostrado reducir las deficiencias neurológicas y la mortalidad causadas como consecuencia de accidentes cerebrovasculares, debido a su habilidad para cruzar la barrera hematoencefálica, mientras que la vitamina C o el S-ascorbato no logra atravesar esta barrera. En un estudio publicado por el Proceedings of the National Academy of Sciences en el 2001, los autores concluyeron que “una estrategia farmacológica que incremente los niveles cerebrales de ascorbato en accidentados cerebrovasculares tiene un potencial enorme, cosa que se deduce de la oportuna investigación básica realizada y el resultado relevante en humanos con accidentes cerebrovasculares tratados con esta terapia".

## VitaminaC y producción de colágeno
El colágeno es la proteína más abundante en el cuerpo humano actuando como un agente cohesivo que asegura la integridad estructural de los tejidos. Con insuficiente colágeno se observa una pérdida de elasticidad cutánea, la aparición acelerada de arrugas, y un aumento en la rigidez y dolor articular.
La vitamina C es fundamental en la biosíntesis de colágeno debido a varios mecanismos:
Funciona como un cofactor esencial en la hidroxilación de residuos de prolina y lisina, aminoácidos críticos para la estabilización de la triple hélice de colágeno. Sin la vitamina C este proceso enzimático clave se detiene y se compromete significativamente la producción de colágeno. 
Además la vitamina C es un antioxidante potente que protege las células del estrés oxidativo causado por radicales libres, que pueden dañar componentes celulares y acelerar los procesos de envejecimiento. Al neutralizar los radicales libres, la vitamina C preserva la integridad de la matriz extracelular y otros tejidos dependientes del colágeno.
Finalmente, la vitamina C promueve la proliferación de fibroblastos, células responsables de la síntesis de colágeno en la dermis, lo cual resulta en un aumento en la producción de colágeno y contribuye al mantenimiento de una piel más firme y estructuralmente resistente.

## VitaminaC y cáncer
Los suplementos de vitamina C pueden interactuar con algunos medicamentos utilizados en el tratamiento contra el cáncer, reduciendo su efectividad.
Un experimento del doctor Arthur Robinson sugirió que altas dosis de vitamina C, recibidas de manera artificial, podrían hacer que las largas exposiciones a la luz solar intensa fuesen más peligrosas de lo normal, incrementando así la posibilidad de desarrollar cáncer de piel.
En enero del 2007, la Food and Drug Administration (FDA) aprobó un ensayo de toxicidad fase I para determinar dosis seguras de vitamina C intravenosa, como posible tratamiento para el cáncer en quienes se han agotado otros tratamientos y opciones convencionales.[cita requerida]
En febrero de 2007, un estudio no controlado de 39 pacientes con cáncer terminal, mostró que sobre cuestionarios subjetivos, los pacientes reportaron una mejoría en salud, síntomas del cáncer y funciones diarias después de la administración de altas dosis de vitamina C intravenosa. Los autores concluyeron que, «aunque existe todavía la controversia en relación con los efectos anticancerosos de la vitamina C, su uso es considerado una terapia segura y efectiva para mejorar la calidad de vida de pacientes con cáncer terminal».
En agosto del 2008, un artículo publicado en Proceedings of the National Academy of Sciences por Mark Levine y colaboradores del Instituto Nacional de Diabetes y enfermedades del Riñón, encontraron que la inyección directa de altas dosis de vitamina C reduce el peso y crecimiento del tumor en 50 % en modelos de ratones con cáncer de ovario, cerebro y páncreas.
En 2013 la revista Cochrane publicó que no se han hallado pruebas que relacionen el hecho de complementar la dieta con vitamina C con la reducción de desarrollar cáncer de pulmón ya sea en personas con buena salud o en personas de alto riesgo (fumadores y los que han sido expuestos al amianto). Sin embargo, otro estudio realizado en 2014 concluyó que el consumo de vitamina C podría proteger del riesgo a desarrollar cáncer de pulmón.

## VitaminaC e inmunosenescencia
La inmunosenescencia, el deterioro gradual del sistema inmunológico con la edad, es un fenómeno que compromete la capacidad del cuerpo para combatir infecciones y enfermedades. Un estudio reciente de la Universidad Médica de Guangzhou ha arrojado luz sobre la relación entre la ingesta de vitamina C y la longitud de los telómeros, sugiriendo un impacto significativo en la salud inmunológica y la longevidad celular.
Este estudio, llevado a cabo por la Universidad Médica de Guangzhou, investigó la asociación entre la ingesta de vitamina C y la longitud de los telómeros en una cohorte diversa. Los telómeros, que protegen los extremos de los cromosomas y previenen la degradación del ADN durante la división celular, son indicadores críticos de la salud celular. Su acortamiento está asociado con el envejecimiento y la inmunosenescencia.
El estudio encontró que los individuos con una mayor ingesta de vitamina C presentaban telómeros más largos en comparación con aquellos con ingestas más bajas. Esta longitud telomérica se correlaciona con una mayor capacidad de las células para dividirse sin sufrir mutaciones genéticas, lo que es crucial para la salud del sistema inmunológico. 
La vitamina C, conocida por sus propiedades antioxidantes, protege los telómeros del daño oxidativo. Este daño es uno de los factores principales en el acortamiento telomérico y la disfunción celular que lleva a la inmunosenescencia. Además de su función antioxidante, la vitamina C participa en la reparación del ADN dañado. Esto es crucial para mantener la estabilidad genómica y la integridad telomérica, aspectos esenciales para una función celular óptima y una respuesta inmunitaria eficaz. La vitamina C también influencia la producción y función de varias células inmunitarias, incluyendo linfocitos y fagocitos, mejorando así la respuesta inmunológica. La preservación de telómeros largos en estas células inmunitarias es esencial para su capacidad de proliferación y función.
Los hallazgos de este estudio subrayan la importancia de una ingesta adecuada de vitamina C para la salud del sistema inmunológico y la prevención de la inmunosenescencia. Mantener niveles óptimos de vitamina C podría ser una estrategia viable para retardar el envejecimiento inmunológico y mejorar la resistencia a las enfermedades en la población anciana.

## Requisitos diarios
El ser humano parece ser extremadamente eficiente en la reutilización de la vitamina C, por lo que sus requisitos son 50 veces menores que en el resto de los primates. Al ser una vitamina hidrosoluble, su eliminación por el riñón por diuresis es extremadamente eficaz, por lo que los excesos se pueden eliminar en menos de cuatro horas. Sin embargo, hay una cierta transformación de ácido ascórbico a ácido oxálico y su sal oxalato de calcio, que es bastante insoluble y puede crear cálculos renales. Así 3 g de ascorbato ingeridos aparecen en la orina como ascorbato (90 %), dehidroascorbato (6 %) y metabolitos diversos como 31 mg de oxalato.
Todo ello hace que haya muy poco consenso en cuál es la cantidad mínima y la cantidad máxima. Prueba de ello damos las siguientes referencias:
- 40 mg por día: Food Standards Agency del Reino Unido.
- 45 mg por día: la Organización Mundial de la Salud.[35]
- 60–95 mg por día: Academia Nacional de Ciencias de Estados Unidos. Según este organismo no se deben exceder los 2000 mg por día.
- 400 mg por día (mínimo): Instituto Linus Pauling.[36]
- 1 g por día: profesor Roc Ordman, para la investigación de los radicales libres.[37]
- 3 g por día (hasta 30 g para enfermos): Fundación para la vitamina C.[38]
- 6–12 g por día: Thomas E. Levy, Colorado Integrative Medical Centre.[39]
- 6–18 g por día: dosis que ingería Linus Pauling.[40]
- 3–200 g por día: Robert Cathcart va subiendo la dosis hasta que aparece una diarrea. Entonces, recomienda la dosis más elevada que no cause diarrea al paciente.[41]

## Fuentes de vitamina C

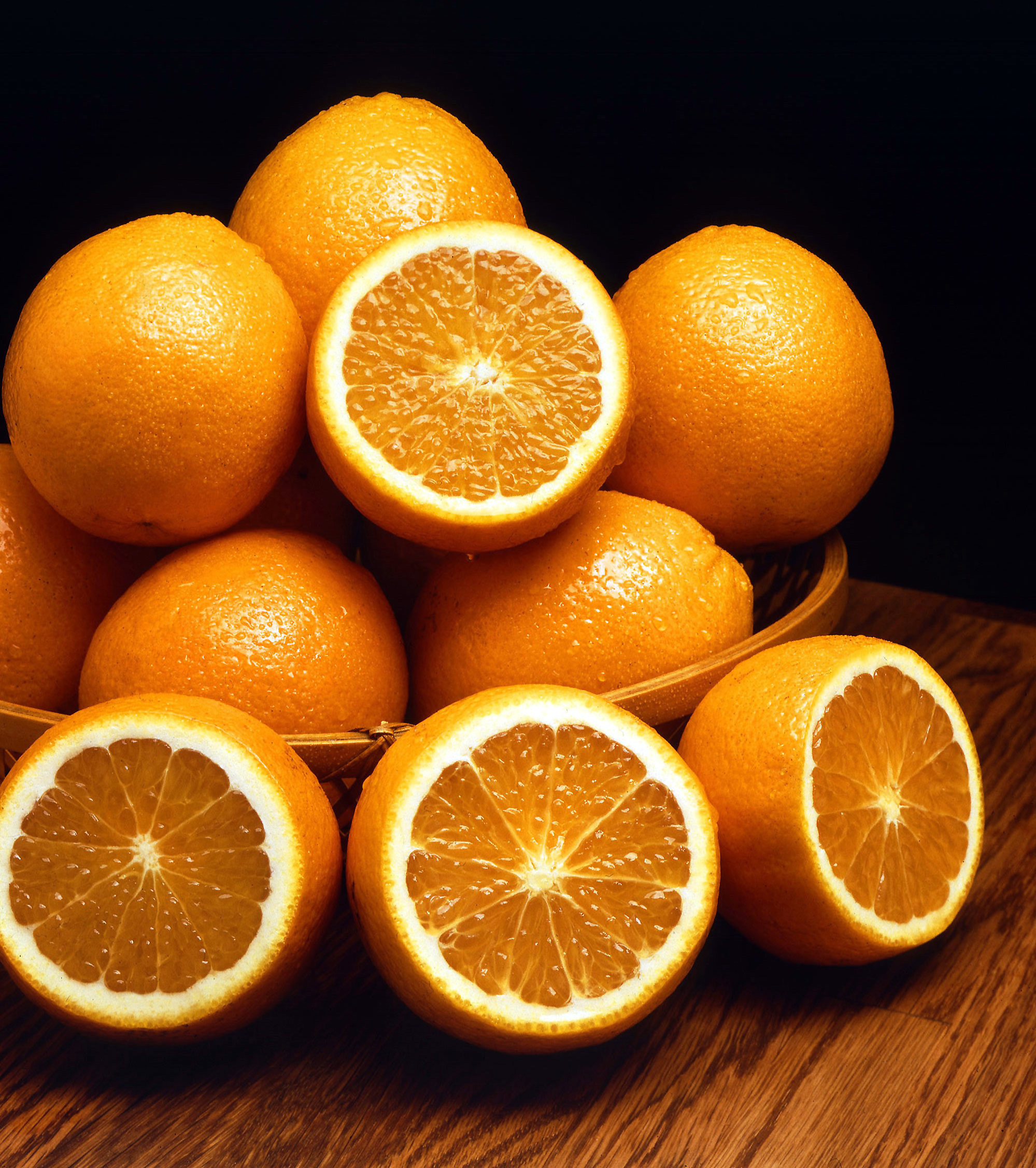
Aunque existen otros alimentos, más ricos en vitamina C (véase la tabla anexa), los cítricos son una importante fuente natural de esta vitamina.

## Anécdotas

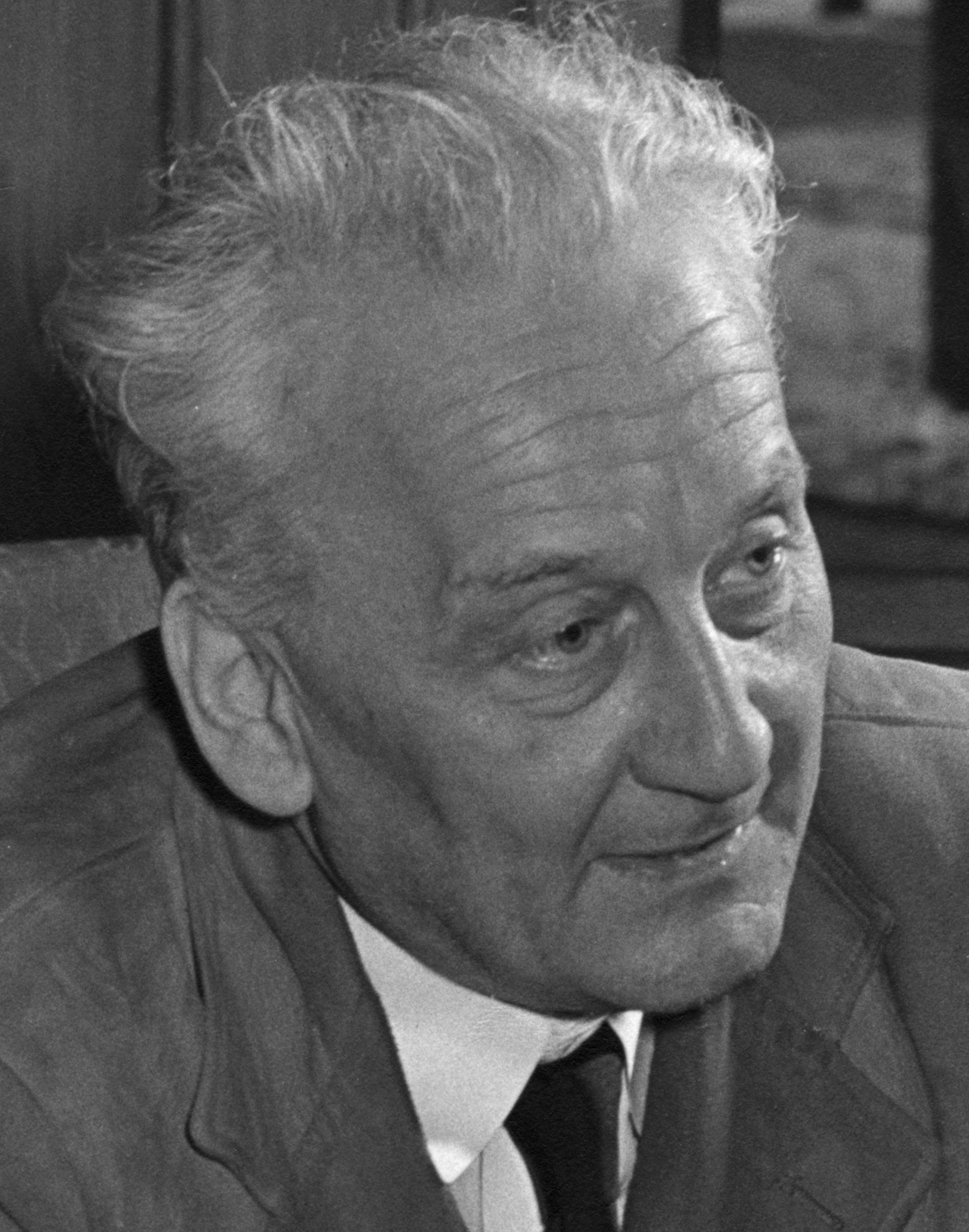
Albert Szent-Györgyi